# Sterup
Sterup est une commune allemande de l'arrondissement de Schleswig-Flensbourg, Land de Schleswig-Holstein.

## Géographie
La commune comprend le quartier de Grünholz.
|        | Steinbergkirche | Steinberg       |
| Sörup  | Sterup          | Niesgrau Esgrus |
| Ahneby | Rügge           |                 |

## Histoire
L'église Saint-Laurent, de style roman tardif, est construite vers 1230.
Grünholz fusionne le 2 mars 1974.
En 1983, la commune de Sterup fait un partenariat avec la Royal Navy : des représentants britanniques viennent dans la commune pendant la Semaine de Kiel.